# Бить подлого человека
Ритуал «Да сяожэнь» (Бить подлого человека)[уточнить] (букв. с иер. трад. 打小人, упр. 打小人, ютпхин: daa siu2 jan4 [уточнить], кант.-рус.: та: сиучань, пиньинь: dǎ xiǎo rén, палл.: да сяожэнь — южнокитайский народный обряд, цель которого — наказать врагов («злодеев») с помощью колдовства. Распространен в провинции Гуандун и в Гонконге. Обычно выполняется пожилыми дамами, так называемыми профессиональными «проклинателями злодеев», хотя некоторые магазины предлагают комплекты «Накажи врага сам».
В 2009 году ритуал 打小人 победил в категории «Лучший способ облегчить душу» раздела «Best of Asia» журнала TIME, а также был включен в предварительный список нематериального культурного наследия Гонконга.

## История возникновения
Традиция наказания «злодеев» происходит от древнего обычая, который использовали в сельских общинах провинции Гуандун. Согласно китайскому календарю, год можно разделить на двадцать четыре сезона (節氣). Начало весны, известное как «Пробуждение насекомых» (惊蛰) — время, когда животные, зимой впавшие в спячку, просыпаются и отправляются на охоту. Чтобы оградить деревни от нападения хищников, фермеры делали жертвоприношения, размазывая кровь свиньи на маленьких бумажных тиграх. Постепенно роль хищников заняли «злодеи».

## Виды «злодеев»
В обряде 打小人 «злодеи» делятся на два вида: определённые и общие.
С определённым «злодеем», который может быть как личным врагом клиента, так и известным в обществе человеком (например, политиком), «проклинатель» работает персонально, точечно обрушивая проклятие на его голову.
Общий злодей представляет собой группу людей, потенциально опасных для клиента, например, конкурентов. В этом случае на врага накладывается коллективное проклятие.

## Церемония
Получив заказ, «проклинатели» берут специальную бумагу (иногда в виде человечка), содержащую некую информацию о «злодее» и бьют её ботинком или другим тяжелым предметом. В общем же ритуал делится на 8 частей:

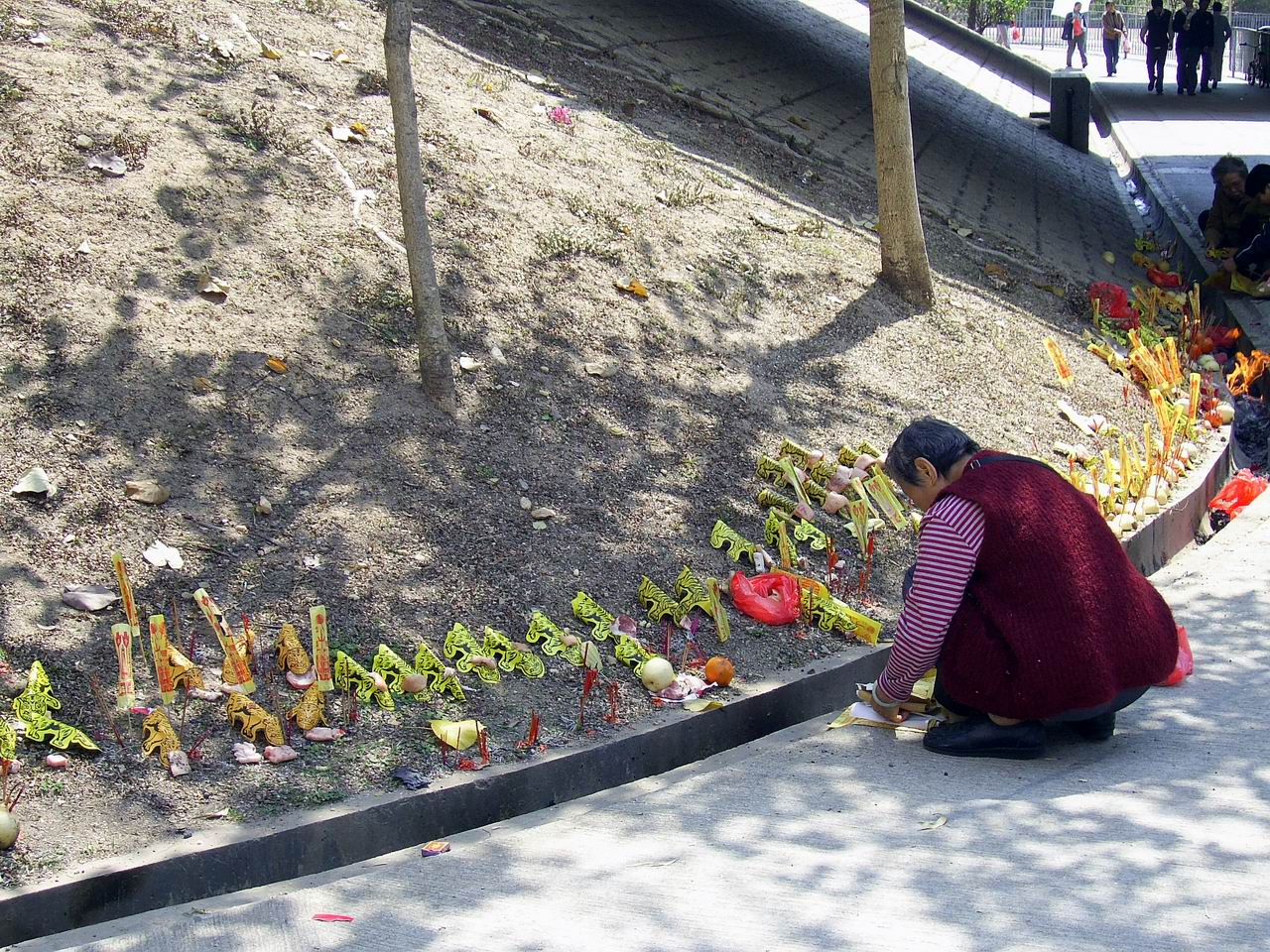
Жертвоприношение Бай-Ху

- Общее жертвоприношение (奉神): Поклонение божествам с помощью свечей и благовоний
- Сбор информации (稟告): «Проклинатель» пишет имя и дату рождения клиента на специальном талисмане Фулу (符籙). Имя, дата рождения и/или фотография «злодея» наносится на так называемую «злодейскую бумагу»
- Избивание злодея (打小人): «Проклинатель» бьет ботинком (своим или клиента) по «злодейской бумаге», стараясь максимально повредить её
- Жертвоприношение Бай-Ху (祭白虎): Во время жертвоприношения небольшой кусок свинины с кровью помещается в рот бумажного тигра (чтобы накормить Бай-Ху). Сытый Бай-Ху перестает быть опасным для окружающих. В некоторых случаях после этого «проклинатель злодеев» сжигает бумажного тигра или отрезает ему голову.
- Примирение (化解)
- Молитва о благословении Неба (祈福)
- Сжигание сокровищ (進寶): «Проклинатель» возносит благодарение богам, сжигая специальные бумажные деньги и другие ценности.
- Процедура Чжи Цзяо (擲筊) (или «удар чашки» 打杯) — традиционный метод гадания на парных деревянных брусках.

В Гонконге «проклинатели злодеев» и их клиенты собираются по выходным под эстакадой на улице Canal road, находящейся между районами Ванчай(Wan chai) и Козвей бэй(Causeway bay). Пик популярности ритуалов 打小人 приходится на начало марта.